# 羅雄培
羅 雄培（ナ・ウンベ、1934年7月24日 - 2022年4月25日）は、大韓民国の政治家、官僚。第11・12・13・14代韓国国会議員。

## 生涯
1934年、忠清南道公州郡またはソウル特別市鍾路区にて誕生。本貫は羅州羅氏。大田高等学校を経て、1957年にソウル大学校商科大学を卒業。米スタンフォード大学を経て、カリフォルニア大学バークレー校経営大学院で博士号を取得。
ソウル大学校助教授、ヘテ製菓社長、韓国タイヤ社長、国会議員（1981年-1996年）、亜洲大学校総長、財務部長官（1982年）、商工部長官（1986年-1988年）、副首相兼経済企画院長官（1988年）、副首相兼統一院長官（1995年）、副首相兼財政経済院長官（1995年-1998年）、外務統一委員長、安眠島国際花博覧会組織委員長を歴任。

## 参考資料
- 나웅배 - 大韓民国憲政会

| 公職        | 公職                                           | 公職        |
| ----------- | ---------------------------------------------- | ----------- |
| 先代 洪在馨 | 大韓民国財政経済院長官 第40代：1995年 - 1996年 | 次代 韓昇洙 |
| 先代 金悳   | 大韓民国統一院長官 第22代：1995年              | 次代 権五琦 |
| 先代 鄭寅用 | 大韓民国経済企画院長官 第32代：1988年          | 次代 趙淳   |
| 先代 琴震鎬 | 大韓民国商工部長官 1986年 - 1988年             | 次代 安秉華 |
| 先代 李承潤 | 大韓民国財務部長官 1982年                      | 次代 姜慶植 |